# Stippelsprietspin
De stippelsprietspin (Tibellus maritimus) is een spinnensoort in de taxonomische indeling van de renspinnen (Philodromidae).
Het dier komt uit het geslacht Tibellus. Tibellus maritimus werd in 1875 beschreven door Menge.